# Marinaldo Rosendo
Marinaldo Rosendo de Albuquerque (Timbaúba, 1 de novembro de 1965) é um empresário e político brasileiro, filiado ao Partido Progressista (PP). Foi prefeito de de Timbaúba no período de 2009 até 2013 e de 2020 até os dias atuais.

## Biografia
Foi eleito deputado federal em 2014, para a 55.ª legislatura (2015-2019), pelo PSB. Votou a favor do Processo de impeachment de Dilma Rousseff.
Em 20 de abril de 2016, o Ministério Público do Estado de Pernambuco (MPPE) ajuizou ação civil pública contra Marinaldo Rosendo de Albuquerque, quando foi prefeito de Timbaúba por ato de improbidade administrativa. No segundo trimestre do exercício financeiro de 2012, extrapolou o limite de 54% da Receita Corrente Líquida com despesas com pessoal imposto pela Lei de Responsabilidade Fiscal e não adotou as medidas necessárias para reduzir o excesso de gastos com pessoal em pelo menos 1/3, conforme orientação do Tribunal de Contas do Estado (TCE).
Já durante o Governo Michel Temer, votou a favor da PEC do Teto dos Gastos Públicos. Em abril de 2017 foi favorável à Reforma Trabalhista.  Em agosto de 2017 votou contra o processo em que se pedia abertura de investigação do então presidente Michel Temer, ajudando a arquivar a denúncia do Ministério Público Federal.